# 少棘褶麗魚
少棘褶麗魚，為輻鰭魚綱鱸形目隆頭魚亞目慈鯛科的其中一種，分布於非洲馬達加斯加淡水、半鹹水流域，體長可達25公分，棲息在底層水域，生活習性不明，可作為食用魚。

## 擴展閱讀
維基物種上的相關：少棘褶麗魚